# SL 카와네 특급열차
SLカワネ特急レシャ, SL 카와네 특급열차는 1974년부터 시작되어, 현재까지 이에지고 있는 오이가와 철도의 대용도이다.

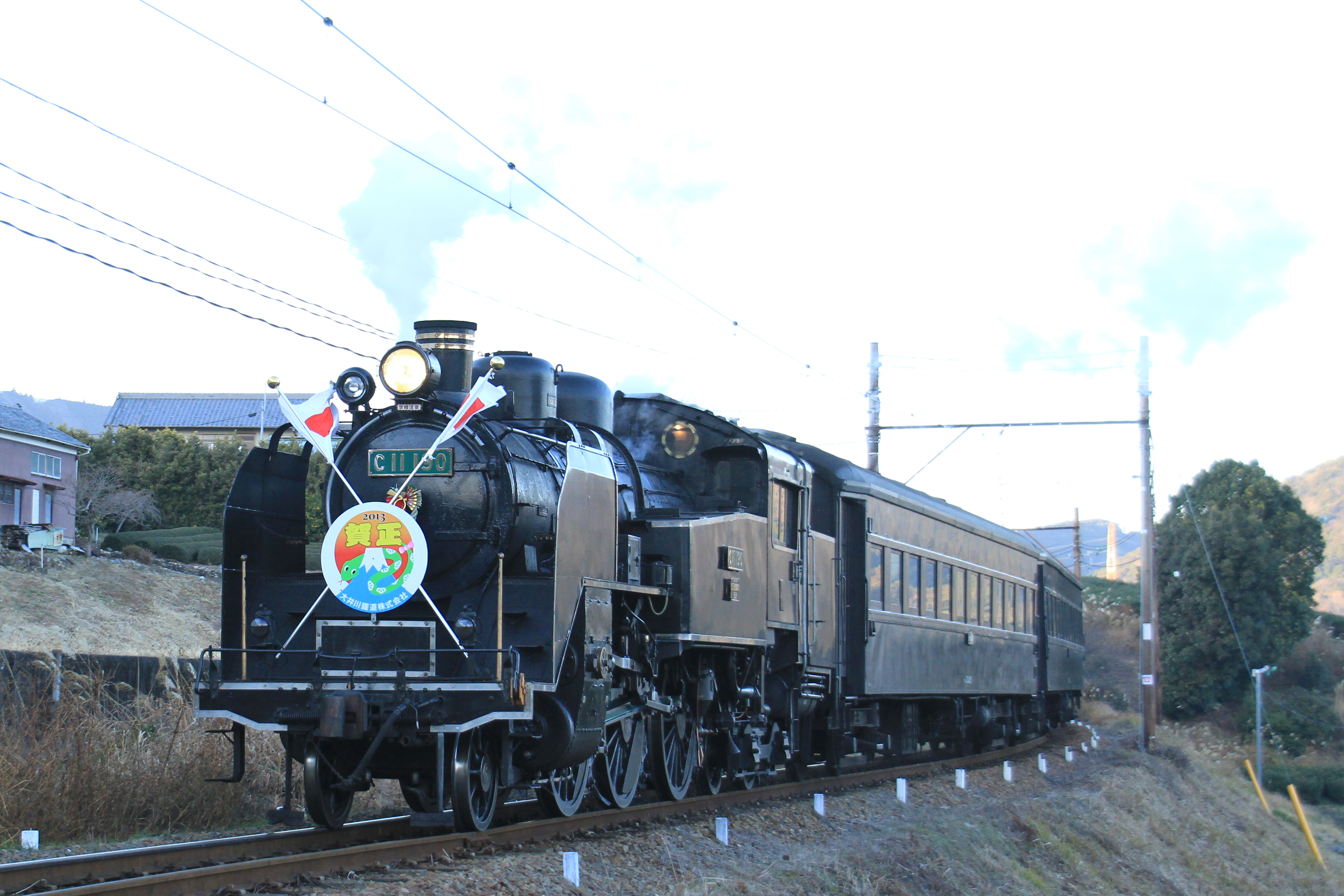

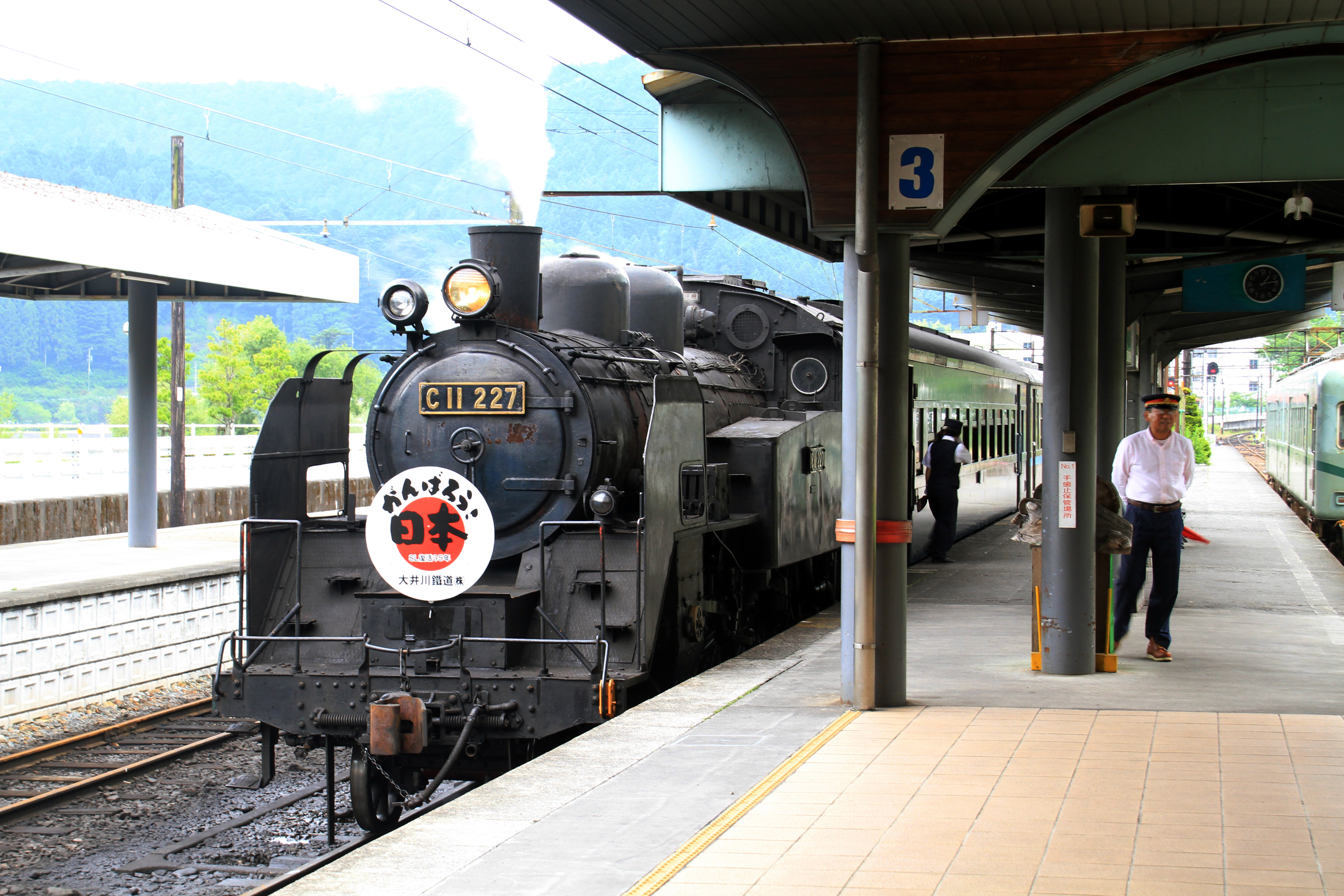

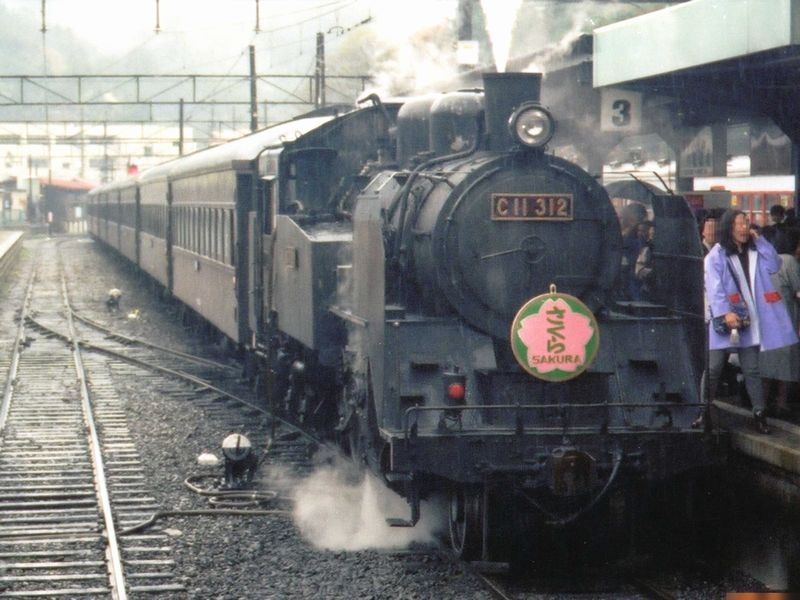

| 1.       | 용도정보                        |
| -------- | ------------------------------- |
| 일본어   | SLカワネ特急レシャ              |
| 소속     | 오이가와 철도                   |
| 작용열차 | 탱크식 증기 기관차 전기 기관차  |
| 소유자   | 오이가와 철도                   |
| 2.       | 경로/운행정보                   |
| 현재기점 | 신카나야역                      |
| 현재종점 | 카와네온센사사마도역 이에야마역 |
| 사용노선 | 오이가와 본선                   |
| 개통일   | 1974년 6월 12일                 |
| 경로길이 | 현재:20.5km                     |

## 개요
오이가와 철도의 대용도로, 대표는 C11형 190호기다. 이 용도는 무조건 SL(탱크식 증기 기관차)에게만 사용되지만, 가끔식 EL(전기 기관차)에게도 사용되기도 한다.

## 역사
최초의 SL 카와네 특급열차는, C11형 312호기 였으나, 2006년에 운행을 종료하고 가도데역에 전시되어 있다.

그나마 C11형 227호기가 다행히 버틴 덕에 카와네 특급열차는 유지되고,
C11형 190호기가 2003년에 카와네 특급열차로 입선되어 둘이서 활약하였다.
그러나(...) 2022년 3월에 C11형 227호기가 운행이 만료되어 현재 그 열차는 어디가서든지 볼 수 없다. 게다가 C11형 190호기가 C11형 227호기를 대신하여 "C11 키칸샤 토마스호"로 변경되었다.

그 대신, "C10형 8호기"가 대신 SL 카와네 특급열차로 활약하고 있다.
물론, C11 키칸샤 토마스호도 SL 카와네 특급열차로 활약하고 있지만.

## 운행형태
현재 SL들은 객차 7량, 보조 기관차 1량을 끌고 신카나야역에서 카와네온센사마도역까지 왕복운행 하고 있다. 보통 하루에 1~2왕복이지만 성수기에는 3왕복까지 한다.
특이하게 카나야-신카나야 구간계통이 존재한다. 이 구간계통은 SL급행과 접속하는 셔틀이고, SL급행은 모두 신카나야역에서 시종착한다. 카나야역에는 증기 기관차를 돌릴 전차대가 없기 때문이다.
그 외에도 2023년 10월 1일의 다이어 개정으로 1왕복의 쾌속급행이 편성되었으며, 쾌속과 구간급행도 설정되었다. 다만, 오이가와 본선의 카와네온센사사마도~센즈 구간이 아직 불통이기 때문에 대부분 카와네온센사사마도역까지만 운행되고 있다.

## 테마열차
C11 키칸샤 토마스호(C11형 190호기/227호기)
증기 기관차 토마스라는 열차를 운행하고 있다. 개조한 차량은 C11형 227호기/190호기, 이 모습은 단순한 랩핑으로 아닌,
도색이며 전면부에는 캐릭터들의 얼굴을 달아놓았다.
외에도 다른 열차 캐릭터들이 있다.

## 기타
대부분 SL 카와네 특급열차는 주로 탱크식 증기 기관차로 사용된다.

## 상징 기관차
C11형 190호기
상징 기관차는 C11형 증기기관차 190호기다. 그 이유는 오이가와 철도의 상징/전통 디자인 뿐만 아니라 속도/힘이 적당하여 이 열차가 오이가와 철도의 상징이 되었다.